# 中路股份有限公司
永久自行车，是上海的一个自行车品牌，其前身为日本人小岛和三郎于1940年在上海创立的“昌和制作所”，是上海历史上第一家自行车工厂。最初该厂生产的自行车使用的商标为铁锚牌、扳手牌、熊球牌，1949年底开始使用永久牌商标。21世紀後已民營化，现时永久自行车由民营企业中路股份有限公司（上交所：600818/900915，简称：中路股份/中路B股）生产。

## 产品
永久生产的现时产品除生产自行车外，还生产电动自行车、童车和轮椅等現代的車款，產品銷量則位於中國前排的地位。

## 历史

### 中华民国时期
1940年（民国29年），日本人小岛和三郎在上海唐山路1217号（今属于杨浦区）开设上海“昌和制作所”，此为永久厂的前身。该厂是继沈阳和天津之后开设的的第三家“昌和制作所”，也是上海历史上第一家自行车工厂。昌和制作所建立后，雇用了200名员工，最初该厂只生产自行车零件，后开始生产26英寸“铁锚牌”自行车，年产3000辆。该厂生产的自行车除部分为军需外，其余在上海市场销售。1945年（民国34年）抗战胜利后，国民政府资源委员会接管上海昌和制作所，更名为“中央机器有限公司上海机器厂第二制造厂”；1946年（民国35年）改称“上海机器厂”，商标也改为“扳手牌”。1946年，上海机器厂自行车的年产量可达到3600辆。
1949年5月，中国人民解放军进入上海，上海解放。上海解放后，上海市军事管制委员会重工业处接管上海机器厂，改名为上海制车厂（此后又更名为红星制车厂），并由私营企业转制为国营企业。同年，上海制车厂还请专业人员设计一个新商标，其商标上有一只北极熊站在地球顶端，定名为“熊球”，在最终定稿时还增加了“永久牌”三个红字。

### 中华人民共和国建国初期
1951年，红星制车厂决定减少商标的“政治色彩”，经讨论后决定采用“熊球”的谐音“永久”作为厂里所生产的自行车的正式名称。1952年，永久自行车的年产量达到28767辆，占全国自行车产量的三分之一。1953年，红星制车厂再次更名，定名为上海自行车厂，并学习苏联经验，建立总工程师、总工艺师、总设计师、总机械师和生产长“四师一长”制度。同时将上海钢材压延厂等19家小厂并入上海自行车厂，将世界、协建、永记、安宁等鞍座厂及上海机器五金厂和福星橡胶厂合并成为上海自行车厂的配件车间，以生产自行车鞍座为主。同年永久自行车正式向国际市场出口。
1954年，中华人民共和国第一机械工业部指定上海自行车厂设计和生产具有全国统一标准的标定自行车。该标准涉及230个零件，1000多道工序，技术文件达416份，范围波及机械加工、压力焊接、化工以及包装诸领域。1956年12月第一辆具有全国统一标准的标定车完成了其组装。
1957年，“永久”牌标识开始启用，这一标志是张雪父设计的，一直沿用至今。同年5月，上海自行车厂成功生产出了中国首辆26英寸轻便车，定名为31型，还首次研发出了男式、女式的车款。此后上海自行车厂创造出了中国自行车史上的第一（第一辆公路赛车、第一台自动电镀机、第一辆多速自行车、第一辆机动脚踏两用车、第一辆载重车和第一辆邮电用车），还为中国第一支自行车连队提供了26英寸军用自行车。当时，永久自行车在中国大陆的自行车产业具有领先地位。
中华人民共和国建国初期，自行车实行统购统销制度，需要凭票券购买，因此当年中国人购买自行车是非常困难的事，一张永久自行车票要卖到100多元。另外，永久自行车也是1970-1980年代中国人的结婚“三大件”之一（其余两件分别是上海牌手表牌和蜜蜂牌缝纫机）。但在1966年文化大革命爆发后，永久商标被诬为反动图案批判。当时的消费者为了防止被撬车，只好将商标用红布包起来。

### 改革开放后
中国改革开放后的1984年，当时的中国自行车市场出现名牌紧缺，非名牌滞销的局面。为了增加名牌自行车的供应量，国家经委开展名牌自行车联营生产制度。当时苏州、南通、合肥、烟台、沙市、西安、柳州7家自行车厂与上海自行车厂联营生产永久自行车。此后，上海自行车厂发起成立“永久自行车企业集团”，共有57家成员企业。
1989年，在印度新德里举行的第十四届亚洲自行车锦标赛上，中国运动员骑着永久厂生产的SC654型自行车，夺得男子四人组100公里计时赛冠军。同年永久集团共生产出620万辆永久自行车，总产值超过10亿元（人民币，下同），利税达4亿元。
从1949年到1992年，永久集团累计生产自行车6,000万辆，缴税金额达28亿元，创汇3亿美元。1992年共生产500万辆自行车，是历年产量最多的一年，收入达13亿多元，利润7000多万元，缴税金额在上海排名第三。1993年10月，永久集团改制为股份公司，其B股于11月15日在上海证券交易所上市，而A股则在1994年1月28日上市。
1990年代后期，由于外资品牌自行车大批进入中国，导致国产品牌自行车产量下滑，永久公司陷入危机。1999年，永久股票被特别处理，2000年，永久公司收入仅有2.79亿元。

### 民营企业收购后
2001年7月，上海民营企业中路集团收购永久股份，永久转制为民营企业。改制后，永久自行车产量再次提升，在2006年，永久股份整体销售收入达到11亿元，并恢复中国销量第一的位置。2008年3月，“永久股份”更改其公司名称为“中路股份”，更名后依然以自行车为主业。2010年，永久自行车被中华人民共和国商务部认定为中华老字号。2010年开始，永久在上海等城市运营公共自行车。
2014年，永久开始研发带有PM2.5过滤装置的自行车。2016年，优拜单车宣布与上海永久合作进入共享单车领域。

## 生产商其他业务
虽然永久自行车的生产商中路股份依然以自行车为主业，但该公司亦生产其他产品，包括保龄球装备、棋牌桌和塑胶跑道等。另外，中路股份还投资5000万元人民币，成立“中路三五旅游发展有限公司”，以项目投资、景点景区、度假区投资作为主要业务。由于公司总部临近上海迪士尼乐园，因此中路股份利用地理优势发展，创立旅游公司以增强盈利能力。

## 逸事
1981年，湖北应城农民杨小运说愿意超额交售两万斤公粮（征购任务8530斤），只要求卖给他一辆永久自行车。后应城县委和县政府答应了他的要求，并同时作出决定，若农户全年超卖粮食万斤，都可以供应一辆永久自行车。此事件被《孝感报》报道，后被《人民日报》转载。10月15日，上海自行车厂长将1200辆永久自行车送往应城县，由此，杨小运所在的村庄成为中国第一个“永久村”。